# Horny House of Horror
«Адский салон» (англ. Horny House of Horror [в международном прокате], яп. ファッション·ヘル（ス）) — японский эротический пародийный фильм ужасов 2010 года.

## Сюжет
Юноша Накадзу женится. Его друзья Тосида и Уно решают устроить ему «прощальный вечер», для чего все втроём посещают публичный дом Shogun Massage Parlor. Там их встречают три обворожительные дамы: Нагиса, Ноноко и Каори, друзья расходятся по отдельным комнатам. Они не знают, что в этом борделе практикуются секс-пытки клиентов…

## В ролях
- Юя Исикава — Накадзу
- Вани Кансаи — Тосида
- Тоси Янаги — Уно
- Саори Хара — Нагиса
- Асами Сугиура — Ноноко
- Минт Судзуки — Каори

## Критика
- Variety: «…ценность картины низка… сумасшедшие до халтуры фанаты по всему миру нальются кровью от возбуждения»[4][5].
- Fangoria[англ.]: «…фильм не раскрывает никаких новых горизонтов в „эксплуатационных фильмах“» [6][7].

## Факты
- Режиссёр и автор сценария фильма Дзюн Цугита — поклонник западных лент в жанре эксплуатационное кино. Он решил создать свой фильм, пародирующий ленту 1980 года «Адский мотель» (англ. Motel Hell). Он назвал картину Fashion Hell[8] (рус. Модный ад), добавив в конце в скобках букву «с» (s), таким образом, последнее слово стало звучать как «здоровье» (англ. health), а англ. Fashion health[9] — название публичных домов в Японии, маскирующихся от закона под «массажные салоны»[10].
- На одну из главных ролей Цугита пригласил известную в Японии порнозвезду Саори Хару. К тому времени она начала сниматься в более серьёзных фильмах, и Цугита сказал: «у неё сексуальное настроение… это отлично для моей ленты»[10][11].
- Цугита снимал свой фильм в расчёте на западную, неяпонскую, аудиторию, и внимательно следил за отзывами о картине через Интернет[10].

## Премьерный показ в разных странах
- Япония — 3 декабря 2010
- Бельгия — 15 апреля 2011 (Брюссельский кинофестиваль)
- США — 1 июля 2011 (Кинофестиваль азиатских фильмов в Нью-Йорке)
- Канада — 29 июля 2011 (фестиваль «Фантазия»[англ.])